# ゴールデン・アロー賞
ゴールデン・アロー賞（ゴールデン・アローしょう）とは、一般社団法人日本雑誌協会の日本雑誌記者会・芸能記者クラブにより設立された、その年の芸能界に大きく活躍した芸能人に贈られる賞。別名「雑誌芸能記者会賞」。1964年3月17日に第1回（1963年度）授賞式が行なわれた。以来この賞は芸能雑誌と「芸能界との窓口役、パイプ役」となり「芸能取材の円滑化につながっていく」ものとされた。第45回（平成19年度）を最後に終了した。

## 歴史
- 1963年度（第1回）

大賞をはじめ、話題賞、取材協力賞（第6回＝1968年度を最後に廃止）、新人賞、特別賞の5賞を設け発足。
- 1967年度（第5回）

日本雑誌協会内にある日本雑誌写真記者会が選考するグラフ賞を新設。
- 1969年度（第7回）

本賞の部門別表彰（映画賞、演劇賞、音楽賞、放送賞）が始まる。但し当時は大賞受賞者が別にいた。
- 1973年度（第11回）

新人賞の部門別表彰が始まり、大賞・最優秀新人賞が部門別本賞・新人賞受賞者の中から選ばれるようになる。第13回（1975年度）からは芸能（新人）賞を新設。
- 1980年度（第18回）

テレビ朝日系列で授賞式の模様を中継した特別番組を放送開始（放送日は1981年2月21日）。以降、1995年放送の第32回（1994年度）までは主に日曜16-17時台（サンデープレゼント）、1996年放送の第33回（1995年度）から2004年放送の第41回（2003年度）までは日曜14-15時台（日曜ワイド）の放送だった。1993年放送の第30回（1992年度）のみ生放送に。
- 2004年度（第42回）

芸能賞が放送賞に統合され放送賞 ドラマ部門と放送賞 バラエティー部門とに再編。本賞にスポーツ賞を新設。特別三賞（他に話題賞、グラフ賞）の特別賞は芸能功労賞に変更。また大賞・最優秀新人賞の表彰を取り止め、新人賞は部門分けせず複数組表彰するように。そして授賞式特番の放送もなくなるなど、全般的にやや規模が縮小された。
- 2007年度（第45回）

2008年3月3日にホテルニューオータニにて行われた授賞式を以て終了することが発表。翌日放送されたTBS系『ピンポン!』の取材を受けた松橋宏信代表幹事は「雑誌の存在のあり方も芸能界の存在のあり方も大きく変わってきている。役目を終えたと判断して新しい形を模索しようということに」と語った。

## 各賞の記録・特徴など

### 大賞2回以上受賞
ビートたけし（第23回放送賞）／北野武（第35回映画賞、第38回映画賞）
吉永小百合（第2回、第21回映画賞）
竹中直人（第29回映画賞、第34回放送賞）
市川染五郎（第3回）→松本幸四郎（第40回演劇賞）

### 最優秀新人賞受賞経験者の大賞受賞
松坂慶子（第10回、第20回映画賞）
少年隊（第24回音楽新人賞、第31回演劇賞）
氷川きよし（第38回音楽新人賞、第41回音楽賞～同種部門では唯一）
※松坂慶子は部門別表彰開始以前の新人賞を受賞。

### 新人賞2回受賞
斉藤由貴（第23回映画新人賞、第25回演劇新人賞）
本田美奈子（第23回音楽新人賞、第30回演劇新人賞）
石田ひかり（第29回映画新人賞、第32回演劇新人賞）
上戸彩（第40回放送新人賞、第41回映画新人賞～2年連続は唯一）
※新人賞3回以上受賞および最優秀新人賞2回以上受賞者はいない。（物理上は可能だったと思われるが）

### その他
受賞者に賞金は出ない。第42回（2004年度）新人賞受賞の波田陽区が授賞式でそのことをネタにしていた。
歴代最年少受賞者は第21回（1983年度）放送新人賞受賞の小林綾子（当時小学5年生）。歴代最年長受賞者は第36回（1998年度）特別賞受賞の淀川長治（89歳没）。
平成生まれの受賞者は、第45回で一挙に4組（スポーツ賞：石川遼、新人賞：北乃きい・福田沙紀、グラフ賞：南明奈）選ばれたのが最初で最後となった。
放送賞は第35回（1997年度）以降、ドラマ部門（第41回までの放送賞）は女性、バラエティ部門（同じく芸能賞）は男性の受賞が続いていたが、ドラマ部門は第45回の小栗旬が11年ぶりの男性受賞者に。またバラエティ部門は第39回から第43回まで男性お笑いコンビが受賞し続けていた。
音楽新人賞は、1980年代は歌謡賞レースの一つとして捉えられていたようで、その頃から第40回（2002年度）まで受賞者は3組ないし2組選ばれることが慣例となっており（他の新人賞の複数組選出はほとんどなかった）、最優秀新人賞も同賞受賞者から選ばれることが多かった。また複数組選ばれる分、大成できずに消えてしまった受賞者も多い。
グラフ賞は、その年度で最も雑誌のグラビアを飾り話題を提供した被写体（主に女性タレント）が受賞者に選出される。第36回（1998年度）以降の同賞受賞者は翌年度の日本雑誌協会キャンペーンキャラクターとして、夏の「雑誌愛読月間」の書店用販促物や雑誌広告、鉄道車両中吊り広告、図書カードのモデルに起用される。
- 「雑誌愛読月間」の販促物では、一部に図書カードプレゼント告知欄があってそこに氏名が表記される（表記例：「（西暦）度イメージガール○○○○さんのオリジナル図書カードを（西暦と同数）名さまにプレゼント!!」）のを除き、氏名およびグラフ賞受賞者である旨は表記されない。雑誌協会サイドは、同賞受賞者とキャンペーンとのつながりを公にしたがらないものと思われる。
- 選考者が他の賞と異なるためか、2000年代のクリスタルトロフィーのデザインは他の賞と異なる（第44回＝2006年度までは他の賞が上部を斜めに切った三角柱で、大賞と最優秀新人賞はそれを一回り大きくしたものだったが、グラフ賞は四角錐。第45回は他の賞が下方を◇に削った□断面の四角柱で、グラフ賞は工具の平ノミや彫刻刀の平刀のような形状）。
- 授賞式には、キャンペーンキャラクター継承の意味を込めて前年度受賞者も顔を出して祝福するのが慣例となっていた。テレビ特番があった時代、大賞・最優秀新人賞・グラフ賞の前年度受賞者がプレゼンターを務めたことの名残と思われる（末期は前年度大賞・最優秀新人賞受賞者の出演はなくなっていったが）。
- グラフ賞歴代受賞者は1976年度生まれが最も多い（4人＝観月ありさ、瀬戸朝香、井川遥、ほしのあき）。ちなみに観月（第29回＝1991年度）は同賞歴代最年少受賞、ほしの（第44回）は同賞歴代女性最年長受賞（男性も含めれば第6回＝1968年度の丸山明宏…現・美輪明宏に次ぐ歴代2位）という記録を持っている。
- 雑誌協会キャンペーンキャラクター選出は、ゴールデン・アロー賞終了後も2013年度まで行われた。なおゴールデン・アロー賞終了後のキャンペーンキャラクターは、グラドルから若手女優へとシフトしている。

話題賞は、芸能界全般の中で明るい話題によって最も雑誌の誌面を賑わしたタレントやスタッフなどに贈られる賞だが、第31回（1993年度）からはスポーツ選手も対象となり（後に特別賞へ移行し、スポーツ賞へと発展）、1990年代後半からは芸能（新人）賞には及ばないお笑いタレントの受賞が多かった。   
- 同賞は山本富士子（第1回＝1963年度）をはじめとして、美空ひばり、後藤久美子、Mr.マリック、植木等、山本リンダ、イチロー（第32回＝1994年度、第33回＝1995年度と2年連続）、猿岩石、パイレーツ、茂森あゆみ&速水けんたろう、ボブ・サップ、小池栄子（第40回＝2002年度に2組同時）などが受賞している。

特別賞は、もともとその年度に、本賞には該当しないが芸能界全般の中で特別の顕賞に値する功績のあったタレント及びスタッフに贈られる賞だったが、1990年代はその年度に亡くなった芸能人、スタッフ、おまけに怪獣（ゴジラ…後に復活するが）などに贈られる功労賞・残念賞的要素が強く、第37回（1999年度）からはスポーツ選手も対象となり（話題賞より移行し、スポーツ賞へと発展）、本来の受賞対象に沿った幅広い活躍（脚本家・俳優・ミュージシャンとして）を見せた第41回（2003年度）の宮藤官九郎が最後の受賞者となった。  
芸能功労賞は、従来の特別賞の受賞対象を物故者限定に模様替えしたものと思われるが、物故者が表彰されたのは意外と歴史が浅く、第25回（1987年度）で「特別功労賞」を受賞した石原裕次郎が最初である。
スポーツ賞は、設定された4回のうち、受賞者の種目はプロ野球（古田敦也、新庄剛志）とゴルフ（宮里藍、石川遼）だけだった。第44回ではフィギュアスケートの荒川静香がトリノオリンピックで金メダルを獲得（同大会で日本勢唯一のメダリストに）も新庄と同時受賞すらならず、第45回ではビーチバレーの浅尾美和がメディア注目度は抜群も成績面で石川ほどの目立った結果を残せず落選した。

## 芸能プロダクション・放送局による好き嫌いなど
ホリプロ、ワタナベエンターテインメント、吉本興業といった老舗の芸能プロダクションが受賞に積極的。2000年代はオスカープロモーションも受賞者を多く輩出した。また、志村けん（イザワオフィス所属）も受賞している。
ジャニーズ事務所も1980年代は最優秀新人賞をほぼ独占する等かつては受賞に積極的だったが、第31回（1993年度）に少年隊が演劇賞ならびに大賞を受賞以後、同社所属タレントの受賞者はいない（同時期に他の音楽賞からも姿を消している）。ジャニーズの他にはビーイング、小室ファミリー
、バーニングプロダクション、スターダストプロモーション、エイベックス・エンタテインメント（旧・アクシヴ）なども受賞辞退の方針、もしくは受賞の対象としていない模様であった。また事務所の意向と特に関係なさそうなところでは蜷川幸雄、渡哲也、横山やすし・西川きよし（きよしはヘレン夫人と連名で話題賞受賞歴あり）、和田アキ子、役所広司、久本雅美、黒木瞳、薬師丸ひろ子、山口智子、鈴木保奈美、Wink、和久井映見、寺島しのぶ、宮沢りえなどといった、大物やその年度を代表する活躍を見せた芸能人にも受賞歴がない。
またジャニーズは音楽新人賞（ならびに最優秀新人賞）には強かったが、音楽賞は近藤真彦が2度受賞（第20回＝1982年度、第25回＝1987年度）しただけにとどまっている。少年隊以外もう一組の大賞受賞経験者である田原俊彦は、少年隊と同じく演劇賞を受賞しての大賞だった（第25回）。
一方で老舗ではあるがサンミュージックは受賞例が少なかった。松田聖子、岡田有希子、酒井法子、田村英里子らは音楽新人賞こそ受賞できたが最優秀新人賞には届かず、早見優、中嶋美智代、桜井幸子は新人賞（早見・中嶋は音楽新人賞、桜井は放送新人賞）さえ受賞できなかった。その後は安達祐実がわずか13歳で放送賞を受賞（第32回＝1994年度）して以降、第45回（2007年度）の小島よしお（系列のサンミュージック企画所属）が新人賞を受賞するまで13年間受賞そのものがなかった。第41回（2003年度）ではグラフ賞受賞が有力視されていた小野真弓（系列のサンミュージックブレーン所属）が、先述の「比較的細身で均整の取れたプロポーションの持ち主が選ばれやすく、男性的な嗜好にある巨乳を特徴としたタレントは選ばれにくい」という小野にとって有利な受賞傾向であるにもかかわらず、同賞を巨乳の井上和香に攫われている。
フジテレビは第41回（2003年度）、第42回（2004年度）と授賞式の取材を取り止めていた。これは第40回まで特番収録のため授賞式開始10分後にテレビ朝日以外の民放各局の取材スタッフが会場の廊下に出されたり、第41回では授賞式の会場が例年の都内宴会場（ホテルなどの）ではなくテレビ朝日のスタジオであったりしたなど、テレビ朝日色が強かったことが理由として考えられる。
日本テレビが制作に携わった映画（『たそがれ清兵衛』『ALWAYS 三丁目の夕日』など）の関係者も受賞しにくい。数少ない受賞例である『Shall we ダンス?』関係では、主演の役所広司でなく周防正行監督が第34回（1996年度）映画賞を受賞した。また『ALWAYS 三丁目の夕日』関係では堀北真希が新人賞を受賞しているが、外部リンク「歴代ゴールデン・アロー賞受賞者一覧」に記載されている序列では旧・放送新人賞相当とされている。
雑誌芸能記者クラブ加盟社の中では、東京ニュース通信社（『B.L.T.』）と近代映画社（『Kindai』）が授賞式について同社の雑誌で毎年大きく取り上げていた。